# Sebastião Lima Duarte
Sebastião Lima Duarte (ur. 3 kwietnia 1964 w Carutapera) – brazylijski duchowny katolicki, biskup Caxias do Maranhão od 2017.

## Życiorys
30 listopada 1991 otrzymał święcenia kapłańskie i został inkardynowany do diecezji Zé-Doca. Był m.in. koordynatorem duszpasterstwa w diecezji, jej administratorem, a także wikariuszem generalnym.
7 lipca 2010 papież Benedykt XVI mianował go biskupem diecezji Viana. Sakry biskupiej udzielił mu 18 września 2010 biskup Carlo Ellena.
20 grudnia 2017 papież Franciszek mianował go biskupem diecezji Caxias do Maranhão.